# Haftbefehl – Im Zweifel gegen den Angeklagten
Haftbefehl – Im Zweifel gegen den Angeklagten ist ein belgisch-französischer Spielfilm von Vincent Garenq aus dem Jahr 2011. Er beruht auf einem wahren Fall, der als Outreau-Affäre und einer der größten Justizskandale des 21. Jahrhunderts in Frankreich bekannt wurde.

## Handlung
Alain Marécaux ist Gerichtsvollzieher und arbeitet zu viel, was gelegentlich zu Spannungen mit seiner Frau Edith führt. Sie haben drei Kinder: Tochter Cécilé, die Jüngste, Sébastien und den ältesten Sohn Thomas. Eines Nachts werden Marécaux und seine Frau von der Polizei geweckt. Beide werden wegen Vergewaltigung Minderjähriger festgenommen, ein Vorwurf, den Marécaux als absurd empfindet. Bei der ersten Befragung durch die Polizei soll er zugeben, homosexuell zu sein. Zudem wird ihm in Aussicht gestellt, mit einem Geständnis für die Freilassung seiner Frau sorgen zu können. Er beharrt auf seiner Unschuld. Nach ersten Nächten in Untersuchungshaft lernt er seinen Anwalt Hubert Delarue kennen. Er erfährt nach und nach die Zusammenhänge. Über ein Dutzend Personen sollen laut Aussage einer Mutter einem Pädophilenring angehören und die Kinder ebendieser Frau und einer Nachbarin vergewaltigt haben. Marécaux kennt die Frau nicht, glaubt aber, dass ihr Sohn mit seinem Sohn Sébastien in eine Klasse ging. Für Marécaux erschwerend kommt hinzu, dass auch der kaum schulpflichtige Sébastien ihn bei der Befragung des unsittlichen Berührens bezichtigt hat. Marécaux kann sich weder die Anklage noch die Aussage seines Sohns erklären. Obwohl keinerlei Beweise gefunden werden können, die die Aussage der Ankläger bestätigen würden, lässt der junge Richter Burgaud eine Verlängerung der Untersuchungshaft zu.
Im Gefängnis erhält Marécaux Besuch von seiner Schwester, die ihm mitteilt, dass seine Kinder in Pflegefamilien untergebracht wurden. Bei der ersten Befragung der Klägerinnen Myriam Badaoui und Aurélie Grenon verstricken sich diese in Widersprüche, was dem Richter erst auffällt, als ihn Marécauxs Anwalt darauf aufmerksam macht. Obwohl die Angaben der beiden Frauen zu Marécauxs Kleidung nicht verifiziert werden können, bleiben Marécaux und seine Frau in Haft. Sie haben sich jedoch bei der Hausbegehung kurz sehen können, was ihnen Kraft gibt.
Eines Tages erscheint während der Besuchszeit nicht seine Schwester im Gefängnis, sondern der Präsident der Kammer der Gerichtsvollzieher. Er hat alle Klienten Marécauxs benachrichtigt und auf die Unschuldsvermutung hingewiesen, rät Marécaux jedoch, seine Praxis zu schließen und seinen Rücktritt einzureichen. Marécaux willigt ein. Inzwischen sind einige Monate seit Beginn der Untersuchungshaft vergangen. Kurz nach Silvester erfährt Marécaux, dass seine Mutter verstorben ist. Sie hatte nach der Verhaftung Marécauxs das Reden und Essen eingestellt. Marécaux erfährt vom Tod kurz vor einer Befragung durch Richter Burgaud. Dieser ist zu keiner Empathie fähig, als er den gegen die Tränen ankämpfenden Marécaux – auch zu seiner Mutter – befragt. Wegen des emotionalen Stresses wird Marécaux in eine Psychiatrie verlegt und später in ein Gefängnis, wo er sich die Zelle nur noch mit einem weiteren Insassen teilen muss. Marécaux schluckt in seiner Verzweiflung eine Überdosis Medikamente, kann jedoch gerettet werden. Er erfährt, dass seine Frau auf Bewährung entlassen wurde. Er selbst muss weiterhin im Gefängnis bleiben. Sein ältester Sohn Thomas, der immer größere Probleme hat, mit den Geschehnissen umzugehen, geht freiwillig ins Heim.
Nach einem weiteren Selbstmordversuch, der Nachricht, dass Edith einen anderen Mann kennengelernt hat und sich von ihm trennen wird, sowie 20 Monaten Haft tritt Marécaux schließlich in den Hungerstreik. Er setzt die wichtigsten Politiker von seinem Entschluss in Kenntnis. Durch die Nahrungsverweigerung verliert er rapide an Gewicht und wird schließlich in ein Krankenhaus eingeliefert. Als er bereits kaum noch reden kann, ergeht der Beschluss, ihn bis zur Gerichtsverhandlung unter Auflagen freizulassen. Mühsam lernt Marécaux in der Folgezeit wieder laufen und essen. Er verbringt die Zeit bis zur Verhandlung bei seiner Nichte und ihren drei Kindern. Bei der Familienrichterin stimmt er aufgrund seiner eigenen Lage zu, die beiden jüngeren Kinder seiner Frau zu überlassen, die jedoch wegen der Traumatisierung der Kinder darauf besteht, das Besuchsrecht des Vaters vorerst auszusetzen. Marécaux klagt die Richterin an, für die Zerrüttung seiner Familie verantwortlich zu sein.
Bei der Gerichtsverhandlung verwickelt sich Myriam Badaoui in Widersprüche. Jimmy, der angeblich von den mehr als ein Dutzend von Badaoui Beschuldigten vergewaltigt wurde, kann bei der Befragung nicht einmal Marécaux identifizieren, der angeblich einer der Haupttäter war. Mitten in Jimmys Vernehmung bittet Frau Badaoui um das Wort. Sie gesteht, gelogen zu haben. Alle von ihr Beschuldigten sind unschuldig, da nur sie, ihr Mann und das Nachbarspaar ihre eigenen Kinder missbraucht haben. Am Ende werden einige der von Badaoui Beschuldigten dennoch zu Haftstrafen verurteilt, darunter auch Marécaux wegen sexuellen Missbrauchs seines Sohnes. Er versucht erneut, sich das Leben zu nehmen. Erst im Dezember 2005 kommen die zu Unrecht Angeklagten endgültig frei. Im Jahr 2007 wird Marécaux erneut als Gerichtsvollzieher in den Staatsdienst aufgenommen. Richter Burgaud wird als einziger Vertreter der Justiz wegen des Prozesses belangt.

## Produktion
Haftbefehl – Im Zweifel gegen den Angeklagten basiert lose auf Alain Marécaux’ Autobiografie Chronique de mon erreur judiciaire (Ü. Chronik meines Justizirrtums), die 2005 erschien. In ihr schildert der Autor die Vorgänge, die als Outreau-Affäre in die französische Justizgeschichte eingingen und in deren Verlauf sich Präsident Jacques Chirac öffentlich bei den Opfern für das Versagen der französischen Justiz und das erlittene Unrecht entschuldigte. Der Film wurde unter anderem in Loos, Lille sowie an Schauplätzen in Belgien gedreht. Die Kostüme schuf Fanny Drouin, die Filmbauten stammen von Thierry Rouxel.
Der Film wurde nach einigen kleineren Aufführungen in Frankreich im September 2011 im Rahmen der Internationalen Filmfestspiele von Venedig gezeigt und lief am 7. September 2011 auch in den französischen Kinos an. Hier wurde er von 406.436 Zuschauern gesehen. Im November 2013 erschien der Film in Deutschland auf DVD.

## Auszeichnungen
Regisseur Vincent Garenq wurde in Venedig für Haftbefehl – Im Zweifel gegen den Angeklagten mit dem Label Europa Cinemas ausgezeichnet. Auf dem Bratislava International Film Festival erhielt er den Preis als Bester Regisseur; der Film lief zudem im Wettbewerb um den Grand Prix.
Der Film erhielt 2012 zwei César-Nominierungen: Philippe Torreton wurde in der Kategorie Bester Hauptdarsteller nominiert, während Vincent Garenq eine Nominierung in der Kategorie Bestes adaptiertes Drehbuch erhielt. Raphaël Ferret wurde als Bester Nachwuchsdarsteller 2012 für einen Prix Lumières nominiert.